# ایدیلوو
ایدیلوو (به بلغاری: Idilevo) یک منطقهٔ مسکونی در بلغارستان است که در سولیوو واقع شده‌است.